# 维恩·加德纳
维恩·B·加德纳（英語：Vernon B. Gardner，1925年5月14日—1987年8月26日），美国NBA联盟前职业篮球运动员。他在1949年的NBA选秀中第1轮第5顺位被费城勇士选中。